# Guardenha
Guardenha é uma aldeia portuguesa da freguesia de Gondoriz, concelho de Terras de Bouro.